# داور ووگرینتس
داوُر ووگرینِتس (کرواتی: Davor Vugrinec؛ زادهٔ ۲۴ مارس ۱۹۷۵) یک بازیکن فوتبال اهل کرواسی است.
وی همچنین در تیم ملی فوتبال کرواسی بازی کرده، و عضو این تیم در جام جهانی ۲۰۰۲ بوده است.